# 사와구치 야스코
사와구치 야스코(일본어: 沢口靖子, 1965년 6월 11일 ~ )은 일본의 가수 겸 배우이다. 한국에서는 시즌11로까지 방송된 드라마 《과수연의 여자》 시리즈로 잘 알려져 있다.

## 약력
1984년 제1회 도호 신데렐라 오디션에서 그랑프리를 수상하며, 연예계 진출했다. 같은 해 영화 《형사 이야기 3 파도의 시》 로 배우로 데뷔하였으며, 영화의 삽입곡인 〈파도의 시〉를 불러 가수로도 데뷔했다.
1985년 상반기에 방송 된 NHK 연속 TV 소설 " 수로표(澪つくし) "의 히로인을 연기 해 인기와 지명도를 전국적으로 정착시켰다. 그 후에도 드라마, 영화, CM과 다방면에 활약을 계속하고있다.

## 출연 작품

### 텔레비전 드라마
- 대하드라마 (NHK)
  - 독안룡 마사무네 (1987년) - 이로하히메 역
  - 태평기 (1991년) - 아카하시 토시 역
  - 히데요시 (1996년) - 오네 역
  - 신센구미! (2004년) - 오키타 미츠 역

### 영화
- 형사 이야기 3 파도의 시 (1984년) - 마츠무라 우미코 역
- 고질라 (1984년) - 오쿠무라 나오코 역
- 자매 언덕 (1985년) - 키타자와 안(삼녀) 역
- 로쿠메이칸 (1986년) - 시미즈 세츠코 역
- 영화 배우 (1987년) - 카와시마 세이코 역
- 다케토리 이야기 (1987년) - 가야 역
- 고질라 vs 비오란테 (1989년) - 하쿠가미 에리카 역
- 어느 쪽도 어느 쪽 (1990년) - 아오키 케이코 역
- 야마토 타케루 (1994년) - 오토타 치바나 역
- 히메 유리의 탑 (1995년)
- 센과 치히로의 행방불명 (2001년) - 성우 : 치히로의 어머니 역
- 오즈의 가을 (2007년) - 사사키 아키코 역

## 음악 프로그램
- 뮤직 스테이션 (TV 아사히)
- 쿠와타 케이스케의 음악 토라상~ MUSIC TIGER~ (2001년, 후지 TV)

## 라디오
- 사와구치 야스코 음악의 보물함 (TBS 라디오)
- SUZUKI 해피 모닝 사와구치 야스코의 잘 다녀오세요 (1996년 ~ 2002년, 닛폰방송)

## 싱글
- 〈파도의 시〉 (EMI 뮤직 재팬, 1984년)
- 〈이별의 연인〉 (EMI 뮤직 재팬·ETP-17664, 1984년)
- 〈흰색의 원무곡〉 (EMI 뮤직 재팬·ETP-17664, 1985년)
- 〈봄이여 오라〉 (EMI 뮤직 재팬·ETP-17664, 1985년)
- 〈Follow me〉 (EMI 뮤직 재팬·RT07-2068, 1988년)

## 앨범
- 〈봄이여 오라〉
- 〈Follow me〉